# Marathon van Fukuoka 1965
De marathon van Fukuoka 1965 werd gelopen op zondag 10 oktober 1965. Het was de 19e editie van de marathon van Fukuoka. Aan deze wedstrijd mochten alleen mannelijke elitelopers deelnemen. De Japanner Hidekuni Hiroshima kwam als eerste over de streep in 2:18.35,8.

## Uitslagen
| rang   | naam                | land | tijd      |
| ------ | ------------------- | ---- | --------- |
| Goud   | Hidekuni Hiroshima  | JPN  | 2:18.35,8 |
| Zilver | Takayuki Nakao      | JPN  | 2:18.38,2 |
| Brons  | Masatsugu Futsuhara | JPN  | 2:19.44   |
| 4      | Yoshikazu Funasako  | JPN  | 2:20.06,4 |
| 5      | Kazuo Matsubara     | JPN  | 2:20.33,4 |
| 6      | Hisakazu Sato       | JPN  | 2:20.59,4 |
| 7      | Masanao Haranishi   | JPN  | 2:21.35,4 |
| 8      | Jozef Suto          | HUN  | 2:21.48,4 |
| 9      | Kimio Karasawa      | JPN  | 2:21.53,2 |
| 10     | Hideaki Shishido    | JPN  | 2:22.32   |
| 11     | Takao Okamachi      | JPN  | 2:24.24   |
| 12     | Toru Terasawa       | JPN  | 2:25.07   |
| 13     | Kimio Karasawa II   | JPN  | 2:25.22   |

1947 ·
1948 ·
1949 ·
1950 ·
1951 ·
1952 ·
1953 ·
1954 ·
1955 ·
1956 ·
1957 ·
1958 ·
1959 ·
1960 ·
1961 ·
1962 ·
1963 ·
1964 ·
1965 ·
1966 ·
1967 ·
1968 ·
1969 ·
1970 ·
1971 ·
1972 ·
1973 ·
1974 ·
1975 ·
1976 ·
1977 ·
1978 ·
1979 ·
1980 ·
1981 ·
1982 ·
1983 ·
1984 ·
1985 ·
1986 ·
1987 ·
1988 ·
1989 ·
1990 ·
1991 ·
1992 ·
1993 ·
1994 ·
1995 ·
1996 ·
1997 ·
1998 ·
1999 ·
2000 ·
2001 ·
2002 ·
2003 ·
2004 ·
2005 ·
2006 ·
2007 ·
2008 ·
2009 ·
2010 ·
2011 ·
2012 ·
2013 ·
2014 ·
2015 ·
2016 ·
2017